# Saruzzo
Saruzzo è il pupazzo animato da Franco Franchi nella trasmissione televisiva Buonasera con... Franco Franchi del 1978.
Il pupazzo, che veniva presentato come "figlioccio" di Franchi, era doppiato da Giorgio Bettinelli, all'epoca membro dei Pandemonium; il personaggio ebbe un certo successo tanto da diventare protagonista di una breve serie di albi a fumetti pubblicati dalle Edizioni Bianconi nello stesso anno, che ha per autore Pierluigi Sangalli.
Di Saruzzo fu inoltre pubblicato dalla RCA un 45 giri, Qui lo dico, qui lo nego (interpreti "Saruzzo" e i Pandemonium), e un libro, Le malefatte di Saruzzo, curato da Mario Leocata ed edito dalla Bietti.